# Contratto con gli italiani

Silvio Berlusconi l'8 maggio 2001 firma il "Contratto con gli italiani" nella trasmissione televisiva di Rai 1 Porta a Porta di Bruno Vespa.

Il contratto con gli italiani è un documento presentato e firmato da Silvio Berlusconi l'8 maggio 2001, cinque giorni prima delle elezioni politiche, nel corso della trasmissione televisiva Porta a Porta condotta da Bruno Vespa su Rai 1. Con esso l'allora capo dell'opposizione si impegnava, in caso di vittoria elettorale, a varare varie riforme riassunte in 5 punti e, in caso di mancata realizzazione di almeno 4 punti, a non ricandidarsi alle successive elezioni politiche.
Molte delle idee manifestate nel Contratto - con il programma per "un'Italia più giusta, più moderna, più competitiva" - erano già presenti nella parte finale del libro biografico Una storia italiana, fatto stampare e recapitare a tutte le famiglie italiane nell'aprile precedente.
Esso prende spunto dal Contratto con l'America del 1994 di Newt Gingrich, che portò alla Rivoluzione Repubblicana alle elezioni di midterm di quell'anno e a un importante cambio dei rapporti di forza al Congresso statunitense.

## Precedenti
Il Contratto con gli italiani è l'adattamento di Silvio Berlusconi del Contratto con l'America, che fu il manifesto elettorale dei Repubblicani durante le elezioni parlamentari statunitensi del 1994. In quel caso, il contratto prevedeva che, se eletti, i Repubblicani avrebbero dovuto realizzare un gran numero di riforme nei primi 100 giorni del mandato. La strategia funzionò, facendo conquistare ai Repubblicani il Congresso.

## Il testo del Contratto
Contratto con gli italiani
tra Silvio Berlusconi
nato a Milano il 29 settembre 1936
leader di Forza Italia e della Casa delle Libertà,
che agisce in accordo con tutti gli alleati della coalizione,
e
i cittadini italiani
si conviene e si stipula quanto segue.
Silvio Berlusconi, nel caso di una vittoria elettorale della Casa delle Libertà, si impegna, in
qualità di Presidente del Consiglio, a realizzare nei cinque anni i seguenti obiettivi:
1. Abbattimento della pressione fiscale:
  - con l'esenzione totale dei redditi fino a 22 milioni di lire annui;
  - con la riduzione al 23% per i redditi fino a 200 milioni di lire annui;
  - con la riduzione al 33% per i redditi sopra i 200 milioni di lire annui;
  - con l'abolizione della tassa di successione e della tassa sulle donazioni.
2. Attuazione del "Piano per la difesa dei cittadini e la prevenzione dei crimini" che prevede tra l'altro l'introduzione dell'istituto del "poliziotto o carabiniere o vigile di quartiere" nelle città, con un risultato di una forte riduzione del numero dei reati rispetto agli attuali 3 milioni.
3. Innalzamento delle pensioni minime ad almeno 1 milione di lire al mese.
4. Dimezzamento dell'attuale tasso di disoccupazione con la creazione di almeno 1 milione e mezzo di posti di lavoro.
5. Apertura dei cantieri per almeno il 40% degli investimenti previsti dal "Piano decennale per le Grandi Opere" considerate di emergenza e comprendente strade, autostrade, metropolitane, ferrovie, reti idriche, e opere idro-geologiche per la difesa dalle alluvioni.

Nel caso che al termine di questi 5 anni di governo almeno 4 su 5 di questi traguardi non fossero stati raggiunti, Silvio Berlusconi si impegna formalmente a non ripresentare la propria candidatura alle successive elezioni politiche.
In fede,

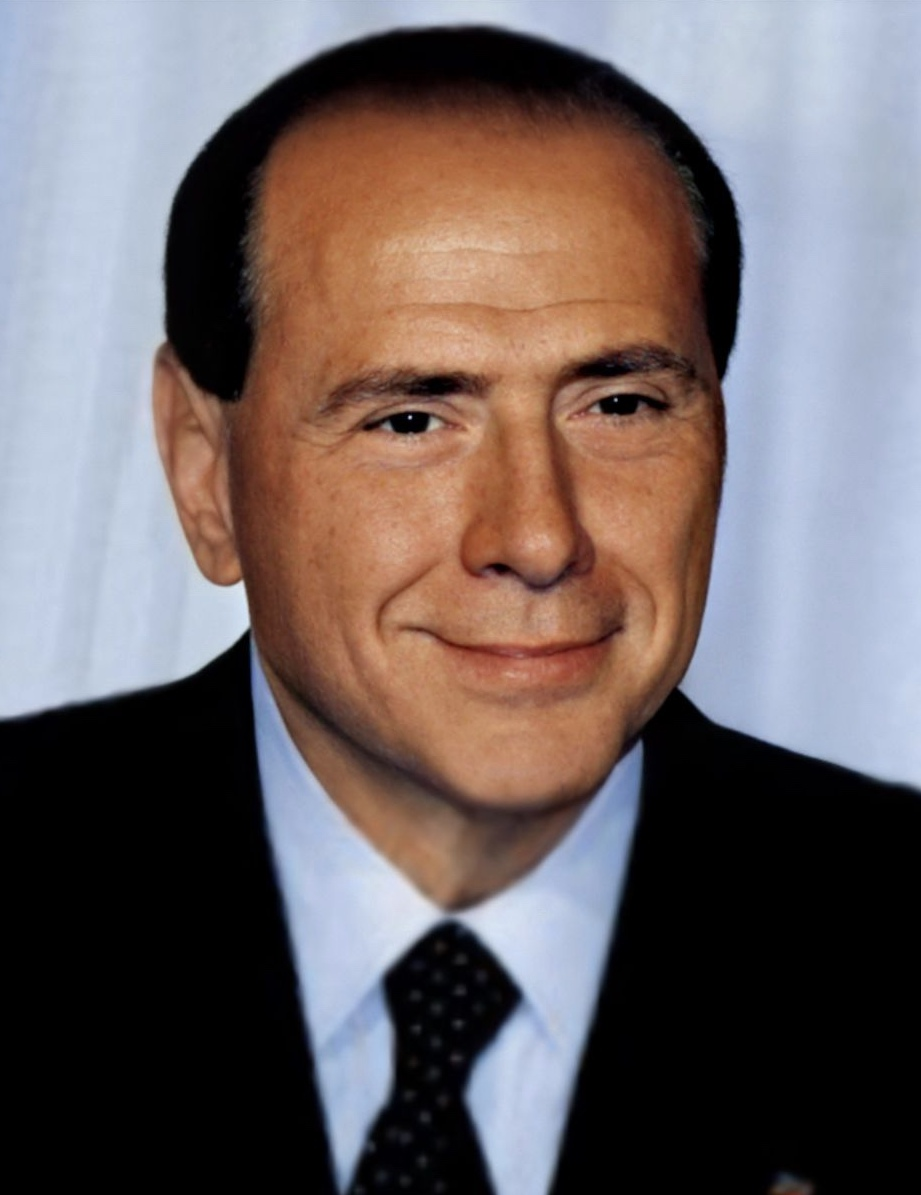
Silvio Berlusconi
Il contratto sarà reso valido e operativo il 13 maggio 2001 con il voto degli elettori italiani

## L'applicazione dei cinque punti

### Abbattimento della pressione fiscale
Berlusconi si impegnava a passare ad un sistema a due aliquote, una al 23% (per i redditi fino a circa 100.000 euro) e una al 33% (per i redditi oltre i 100.000 euro), con l'aggiunta dell'esenzione dalle tasse per i redditi minori di 11.000 euro; prevedeva inoltre l'abolizione totale delle tasse sulle successioni e sulle donazioni le quali furono abolite.
La manovra ha portato alla modifica degli scaglioni fiscali: fino a 7500 € vi è l'esenzione totale, da 7.500 a 26.000 il 23%, da 26.000 a 33.500 il 33% da 33.500 a 100.000 il 39%, oltre i 100.000 il 43 %.
Secondo i dati dell'ISTAT la pressione fiscale dal 2001 al 2004 è diminuita dello 0,1%, dal 40,7% al 40,6%. Secondo le stime del governo Berlusconi la pressione fiscale dal 2001 al 2004 sarebbe diminuita dello 0,4%, dal 42,2% al 41,8% del prodotto interno lordo.
Ci sono stati, però, secondo alcuni, degli aumenti delle tasse degli enti locali e delle tariffe.
Durante il mandato del Governo Berlusconi, le due aliquote non sono state introdotte, mentre le tasse sulle successioni e sulle donazioni sono state effettivamente abolite anche per i redditi oltre i 350 milioni di lire.

### Poliziotto di quartiere e diminuzione dei reati
Il contratto siglato nel 2001 prevedeva «l'introduzione del poliziotto, carabiniere o vigile di quartiere nelle città col risultato di una riduzione del numero dei reati rispetto agli attuali 3 milioni».
I poliziotti di quartiere sono stati introdotti gradualmente e secondo le stime del Ministro dell'interno ad agosto 2005 sono arrivati a circa 2200, coprendo circa 500 dei quartieri o delle zone da 10.000 abitanti (ovvero in teoria circa il 9% della popolazione italiana).
Il numero dei reati, secondo il Censis, è aumentato nel corso della legislatura: nei primi 2 anni, dal 2001 al 2003, l'incremento è stato del 6,7% annuale. Inoltre, nel 2001, in base ai conti dell'Istat, il numero dei reati non era di 3 milioni ma di 2.163.826.
Secondo i dati della Polizia di Stato, i delitti denunciati all'Autorità Giudiziaria nel 2001 ammontavano a 3.798.800, mentre nel 2005 ammontavano a 4.411.600, sebbene i dati dal 2004 siano registrati con un nuovo metodo che però non sembra incidere sulla tendenza di fondo di un aumento continuo del numero totale di delitti.

### Aumento delle pensioni minime
Il terzo punto del contratto prevedeva «l'innalzamento delle pensioni minime ad almeno 1 milione al mese» (cifra espressa in lire, ovvero 516 euro).
Nel 2001 la UIL ha calcolato che gli anziani che ricevevano meno di un milione al mese di pensione erano 5.901.244; alla fine del 2002 sono saliti a circa 8 milioni, secondo le stime dell'economista Tito Boeri. Coloro che hanno effettivamente incassato l'aumento a un milione di lire (516 euro) sono stati 1 milione e 800 000, circa il 25%, mentre circa 6 milioni continuano a percepire una pensione inferiore. Per mantenere la promessa, sarebbero serviti da 11 ai 17 miliardi di euro (circa 1 punto e mezzo del PIL). Per questo Berlusconi, secondo la UIL, decise di aumentarle solo a chi aveva più di 70 anni e con reddito cumulato di coppia non superiore a €6.800 annui (clausola tuttavia non menzionata nel contratto).
Secondo il sociologo Luca Ricolfi, questo punto del programma è stato invece pienamente raggiunto, perché gli anziani aventi diritto alla minima, hanno avuto l'aumento, incrementato successivamente per l'inflazione a €551.

### Apertura cantieri
Il quarto punto prevedeva «L'apertura dei cantieri per almeno il 40% degli investimenti previsti dal "Piano decennale per le Grandi Opere"».
L'allora ministro per le infrastrutture Pietro Lunardi sostenne che se si considerano oltre alle opere cantierate previste dal Contratto con gli italiani anche quelle affidate, si arriverebbe a giugno 2006 al 45%.
Va considerato tuttavia che il tempo che intercorre dall'affidamento, non conteggiato dal Contratto con gli italiani, fino all'apertura del relativo cantiere può essere notevole. Valutando unicamente le effettive aperture dei cantieri, i dati del ministero delle Infrastrutture mostravano che a gennaio 2006 si è raggiunto il 21,4% degli investimenti previsti; nel caso si avverassero le previsioni del ministero per le Infrastrutture, riportate nel documento denominato bilancio sulla Legge obiettivo a quattro anni dalla sua approvazione, si arriverebbe entro giugno 2006 al massimo a coprire il 25,4%.

### Dimezzamento della disoccupazione ed un milione di nuovi posti di lavoro
Il quinto punto prevedeva il dimezzamento dell'attuale tasso di disoccupazione e la creazione di un milione di nuovi posti di lavoro.
L'obiettivo del dimezzamento non è stato raggiunto. Secondo l'Eurostat al gennaio 2001 il tasso di disoccupazione era il 9,9% (il dimezzamento avrebbe richiesto di scendere quindi al 4,95%); cinque anni dopo, nel 2006 era sceso al 7,1%, il minimo storico secondo l'ISTAT, ma comunque al di sopra del 4,95%.
L'obiettivo della creazione di 1 milione di nuovi posti di lavoro, in base ai dati pubblicati da Il Sole 24 Ore è stato invece raggiunto. Infatti nel 2006 quando si è raggiunto il massimo storico di occupati pari a 22,5 milioni , all'8 gennaio 2006 l'incremento totale degli occupati era stato 1.074.000 unità.
Da considerare anche che nel 2001 il riferimento era implicito alla creazione di posti di lavoro con i tipici contratti a tempo determinato o indeterminato. È vero anche che l'80% dei contratti precari in scadenza vengono convertiti in quelli a tempo indeterminato, ma bisogna considerare che solo il 32% del totale di quei contratti arriva al suo termine previsto.

## Il dibattito sull'attuazione
Un grande dibattito è scaturito sul fatto che tali punti siano stati rispettati o meno.
Silvio Berlusconi ha più volte affermato pubblicamente che quattro dei cinque sono stati rispettati. Il primo punto, vale a dire la riduzione delle aliquote, non sarebbe stato attuato a causa delle resistenze all'interno della coalizione di centrodestra.
Studi scientifici in questo senso sono stati condotti da Luca Ricolfi e secondo quanto dice Berlusconi, dall'università di Siena; l'università ha però precisato che con "[...] realizzazione dell'84% del contratto [...]" intendeva la "[...] presentazione dei suddetti punti tramite disegni di legge [...]".
Altri osservatori hanno affermato invece che nessuno dei cinque punti è stato rispettato. Riguardo alla promessa di non ricandidarsi in caso di non raggiungimento degli obiettivi, i giornalisti Peter Gomez e Marco Travaglio hanno commentato ironicamente: «Pur avendo mancato tutti e cinque i traguardi, Silvio Berlusconi si ricandida. Così non mantiene nemmeno il sesto e ultimo impegno».
Alcuni cittadini, ritenendo che il Contratto con gli italiani non fosse stato rispettato, hanno indetto una causa nei confronti di Silvio Berlusconi; tuttavia una sentenza del tribunale civile di Milano ha stabilito che il documento firmato dall'allora candidato alla carica di Presidenza nel Consiglio non ha valore contrattuale e che dunque non è vincolante a prescindere che i "punti" del contratto siano stati rispettati o meno, argomento sul quale, giocoforza visto l'oggetto della sentenza, il tribunale non si è pronunciato.

## Valore giuridico del contratto con gli italiani
Secondo l'art. 1321 del Codice civile, il contratto è "il negozio con il quale due o più parti costituiscono, regolano o estinguono rapporti giuridici patrimoniali". Nel contratto con gli italiani, nonostante il preambolo ("si conviene e stipula quanto segue"), l'unica firma presente è quella di Berlusconi. Non vi sono, quindi, le previste due o più parti. Stante ciò, tuttavia, il documento potrebbe essere qualificato come contratto con obbligazioni del solo proponente (art. 1333 del Codice civile), visto che l'impegno in esso previsto è quello assunto dal proponente Silvio Berlusconi di non ricandidarsi nel caso di mancata realizzazione di almeno quattro dei cinque traguardi (obbligazioni) indicati nel contratto medesimo.
In data 15 novembre 2005 il Circolo di Lecce di Italia dei Valori, unitamente a un gruppo di cittadini sottoscrittori, diffidarono apertamente Berlusconi dal ripresentarsi alle elezioni politiche del 2006.
Nel gennaio 2006 una pensionata di Udine (R.G.) di 77 anni ha denunciato Silvio Berlusconi per inadempienza contrattuale riguardo al punto 3 del contratto, che prevedeva l'innalzamento delle pensioni minime a 1 milione di lire. Il Presidente del Consiglio, Silvio Berlusconi, è stato convocato davanti al giudice di pace di Udine il 29 marzo 2006. L'iniziativa è stata promossa dall'associazione dei consumatori Codacons, dalla Lista Consumatori e dall'Italia dei Valori. Il legale della donna ha affermato che tramite il "Contratto con gli italiani" Silvio Berlusconi ha "unilateralmente emesso un'offerta al pubblico, rivolgendo a tutti gli italiani una proposta di contratto che, con il voto, poteva essere accettata e sottoscritta". Un contratto che con la vittoria della CDL, "obbligava Silvio Berlusconi, in qualità di Presidente del Consiglio a realizzare nei cinque anni di governo", l'"innalzare le pensioni minime ad almeno un milione di lire al mese (516 euro)". Malgrado quelle promesse e dichiarazioni, prosegue l'atto, "il contratto non è stato rispettato: R.G. tuttora non gode di una pensione minima pari ad un milione di lire".
Nel marzo 2006 un avvocato presentò al Tribunale di Napoli un ricorso in via d'urgenza per far escludere Berlusconi dalle imminenti elezioni politiche a causa del presunto inadempimento agli impegni assunti con il contratto con gli italiani (in particolare per tasse, disoccupazione e grandi opere). La difesa sostenne invece che il contratto con gli italiani rappresentasse solo un programma elettorale, anziché un "contratto con obbligazioni del solo proponente" né un "negozio giuridico a contenuto patrimoniale". Il Tribunale respinse il ricorso, ritenendo il "contratto" una mera promessa elettorale, inesigibile sul piano giudiziario poiché la realizzazione di quegli impegni si sarebbe dovuta attuare mediante atti di normazione da parte del Parlamento, escludendo quindi la sussistenza di obbligazioni seriamente vincolanti a carico di Berlusconi. Lo stesso avvocato impugnò l'ordinanza, ma il 3 maggio 2006 il Tribunale di Napoli confermò la propria decisione, essendo "talmente palese da non poter indurre nessuna persona dotata di normale discernimento a fidare sulla sua vincolatività, e soprattutto sulla sua esigibilità giuridica".
Nel gennaio 2009 una sentenza del tribunale civile di Milano ha stabilito che il documento non ha valore contrattuale e Silvio Berlusconi non aveva dunque obbligo di rispettarlo in quanto documento non vincolante. Il tribunale ha perciò dato torto al denunciante condannandolo al pagamento delle spese processuali.